# Willie Davis (Footballspieler, 1934)
William Delford „Willie“ Davis (* 24. Juli 1934 in Lisbon, Louisiana; † 15. April 2020 in Santa Monica, Kalifornien) war ein US-amerikanischer American-Football-Spieler. Er spielte als Defensive End in der National Football League (NFL) bei den Cleveland Browns und den Green Bay Packers.

## Jugend
Willie Davis wurde in Louisiana geboren, wuchs aber in Texarkana, Arkansas auf, wo er auch die High School besuchte. Er hatte noch zwei Geschwister und wurde alleine von seiner Mutter aufgezogen. Davis spielte Basketball und Baseball und entgegen dem Willen seiner Mutter auch American Football. Diese wusste zunächst nichts von seiner Footballleidenschaft und bemerkte sie erst, als Willie nach einem Auswärtsspiel zu spät nach Hause kam. Letztendlich akzeptierte sie jedoch das Hobby ihres Sohnes.

## Spielerlaufbahn

### Collegekarriere
Im Jahr 1952 erhielt Willie Davis ein Sportstipendium an der Grambling State University, einem College für dunkelhäutige Studenten. Die Mutter von Willie war erst bereit das Angebot des College zu akzeptieren, nachdem ihr der Trainer der „Grambling State Tigers“ versichert hatte, dass sein Sohn und die anderen Spieler am Sonntag generell in den Gottesdienst und in die Sonntagsschule gehen würden. Davis war in seinen letzten beiden Studienjahren Mannschaftskapitän der Tigers und wurde im Jahr 1955 zum All-American gewählt. In diesem Jahr spielte er mit seiner College-Mannschaft auch im Orange Blossom Classic. Sein Team gewann das Spiel gegen die Florida A&M University mit 28:21.

### Profikarriere
Davis wurde 1956 von den Cleveland Browns in der 17. Runde an 181. Stelle gedraftet. Bevor er für die Browns spielen konnte, musste er in der US Army seinen Wehrdienst ableisten. Auch dort spielte er Football in einer Militärmannschaft. Im 1958 stieß er dann zu den von Paul Brown trainierten Browns. Die nächsten beiden Spieljahre sollten für Davis nicht glücklich verlaufen. Er musste immer wieder die Spielerposition wechseln, obwohl er ursprünglich als Defensive End verpflichtet worden war. So kam er auch als Offensive Tackle und Defensive Tackle zum Einsatz. Obwohl Brown Davis auch im Jahr 1960 als Offensive Tackle einsetzen wollte, wurde er vor der Saison zu den Green Bay Packers abgegeben. Vince Lombardi, Trainer der Packers, war von Davis und insbesondere von dessen Schnelligkeit überzeugt. Er erkannte, dass er der ideale Spieler war um auf den gegnerischen Quarterback beim Passspiel Druck ausüben zu können. Lombardi setzte Davis fortan als Defensive End ein. Dieser entwickelte sich bei dem Team aus Green Bay neben Spielern wie Bart Starr, Willie Wood, Ray Nitschke, Paul Hornung und Jim Taylor zu einem Führungsspieler.
Bereits im ersten Spieljahr von Davis konnten die Packers in das NFL Endspiel einziehen, unterlagen dort aber den Philadelphia Eagles mit 17:13. Die nächsten beiden Spieljahre sollten für Davis wesentlich erfolgreicher verlaufen. 1961 gewann er seinen ersten Meistertitel in der NFL, im Endspiel hatten die Packers die New York Giants mit 37:0 geschlagen. Im folgenden Jahr konnten die Packers ihren Titel verteidigen und besiegten im Titelspiel erneut die Giants, diesmal mit 16:7.
1965 konnte Davis seinen dritten NFL-Titel gewinnen. Sein Team traf im NFL-Meisterschaftsspiel auf die Browns und konnte diese mit 23:12 besiegen. Auch in den folgenden beiden Spielrunden blieben die Packers die dominierende Mannschaft in der NFL. Nach der regular Season 1966 trafen die Packers im Meisterschaftsspiel der NFL auf die Dallas Cowboys. Die von Tom Landry betreuten Cowboys mussten sich mit 34:27 geschlagen geben. Der Sieg bedeutete für die Packers den Einzug in das „AFL-NFL Championship Game“. Das Spiel wurde später in Super Bowl umbenannt. Gegner im Super Bowl I waren die Kansas City Chiefs, die mit einer 35:10-Niederlage das Spielfeld verlassen mussten.
Der Gewinn des Super Bowl II sollte Davis und den Packers wesentlich mehr Schwierigkeiten bereiten. Im NFL Endspiel traf man erneut auf die Cowboys, nachdem die Packers zuvor die Los Angeles Rams mit 28:7 in den Play-offs besiegt hatte. Das Spiel gegen das Team aus Dallas wurde in Green Bay bei −25 Grad Celsius ausgetragen und sollte als Ice Bowl in die Geschichte der NFL eingehen. Die Cowboys waren im Spiel lange Zeit ein gleichwertiger Gegner, erst wenige Sekunden vor Spielende konnte Quarterback Bart Starr das Spiel mit einem Touchdown entscheiden. Gegner im anstehenden Super Bowl II waren die Oakland Raiders. Der Kicker der Packers Don Chandler hatte in seinem letzten Profispiel einen sehr guten Tag. Ihm gelangen vier Field Goals und drei Point after Touchdown, womit er insgesamt 15 Punkte zum 33:14 seiner Mannschaft beitrug.
Willie Davis spielte noch zwei Jahre bei den Packers. Die Mannschaft konnte aber nicht mehr an die großen Erfolge der Vorjahre anknüpfen. Im Jahr 1969 lief er am 21. Dezember 1969 zum letzten Mal für das Team aus Wisconsin auf. Der Spieltag gegen die Chicago Cardinals wurde zu seinen Ehrungen von den Packers in „Willie Davis Day“ umbenannt.

## Nach der Laufbahn
Willie Davis war nach seiner Spielerlaufbahn in der Organisation der Green Bay Packers beschäftigt. Er arbeitete gleichzeitig als Moderator für die National Broadcasting Company (NBC). Noch während seiner Spielerlaufbahn studierte er an der University of Chicago und machte dort einen Wirtschaftsabschluss. Davis war geschäftsführendes Vorstandsmitglied der All-Pro Broadcasting Cooperation und saß im Aufsichtsrat weiterer Firmen, darunter namhafte Unternehmen wie Metro-Goldwyn-Mayer oder Kmart.
Davis starb im April 2020 im Alter von 85 Jahren.
Davis′ Enkel Wyatt Davis wurde im NFL Draft 2021 in der dritten Runde von den Minnesota Vikings ausgewählt.

## Ehrungen
Willie Davis spielte fünfmal im Pro Bowl, dem Abschlussspiel der besten Spieler einer Saison. Sechsmal wurde er zum All-Pro gewählt. Er wurde Mitglied im NFL 1960s All-Decade Team, in der Pro Football Hall of Fame, in der Green Bay Packers Hall of Fame, in der Louisiana Sports Hall of Fame, in der Wisconsin Athletic Hall of Fame und in der Arkansas Sports Hall of Fame. Die Zeitschrift „The Sporting News“ wählte ihn 1999 auf Platz 69 der Liste der 100 besten Footballspieler aller Zeiten.